# オリジナル・ケージャン・スクウィレル・ドッグ
オリジナル・ケージャン・スクウィレル・ドッグ（英: Original Calun Squirrel Dog）は、アメリカ合衆国原産のツリーイング・ドッグ犬種である。単にケージャン・スクウィレル・ドッグとも呼ばれるスクウィレル・ドッグ（リス猟犬）である。

## 歴史
1980年代に作出された新しい犬種である。声がよく通り、粘り強い性格のカーと、普段は大人しいが狩猟の時のみ気が強くなるファイストの能力を組み込んだスクウィレル・ドッグを作り出す目的で生まれた犬種である。綿密で複雑な作出計画が立てられ、作出にはマリンズ・ファイストを5頭、ケマー・ファイストを3頭、マウンテン・ツリーイング・ファイストを1頭、ケマーストック・マウンテン・カーを6頭の計15頭が用いられた。計画的な交配を経て1985年に本種の基礎犬が出来上がり、完成した。
オリジナル・ケージャン・スクウィレル・ドッグは専らリスを狩るためのツリーイング・ドッグとして使われる。リスを追いかけて木の上に追い詰め、獲物が犬に集中している間に主人が木に登って振り落とし、本種が仕留める。ツリーイング・ドッグの中では最もリス猟が上手な犬種のひとつであるため、リス猟の愛好家に広く用いられている。しかし、リス以外の獲物に興味を示さない（ただしネズミに反応を示す個体がそこそこ存在しているといわれている）ため、他の獲物をツリーイングすることはあまり上手に出来ない。本種は猟犬としてだけでなくペットとしても飼育されていて、頭数は少ないが年々増加してきている。ほとんどがアメリカ国内でのみ飼育されているため、原産国外ではあまり知られていない犬種である。

## 特徴
引き締まった筋肉質のボディで、脚が長く頭頂部は平らである。耳は折れ耳又は垂れ耳で、尾は生まれつき無いか垂れ尾で、体の線のぎりぎりで断尾される事もある。コートはスムースコートで、毛色はイエロー、ブリンドル、レット、ホワイト・アンド・レットなど。中型犬サイズで、性格は明るく忠実である。小型犬とも仲良くすることが出来るが、リスだけは使役上獲物と認識して攻撃するので見せないようにするべきである。又、既出の通り稀にネズミに反応する犬もいるので、ネズミも見せない方が良い。運動量はやや多めである。

## 参考
『デズモンド・モリスの犬種事典』デズモンド・モリス著書、福山英也、大木卓訳 誠文堂新光社、2007年